# Hippodrome de Maronas
 (avril 2025).
Si vous disposez d'ouvrages ou d'articles de référence ou si vous connaissez des sites web de qualité traitant du thème abordé ici, merci de compléter l'article en donnant les références utiles à sa vérifiabilité et en les liant à la section « Notes et références ».
L’hippodrome de Maronas (Maronas Entertainment) est un circuit de courses hippiques situé dans le quartier de Maronas, à Montevideo en Uruguay.